# Robert Sorgenfrey
Robert Henry Sorgenfrey (1915 - 1996) fue un matemático estadounidense, profesor emérito de Matemáticas en la Universidad de California. Los espacios topológicos de la Recta de Sorgenfrey y el Plano de Sorgenfrey llevan su nombre; la recta de Sorgenfrey fue el primer ejemplo de espacio normal cuyo producto consigo mismo no es normal.
- Datos: Q383976